# بيل وليامز (كاتب)
بيل وليامز (بالإنجليزية: Bill Williams)‏ هو مهندس وكاتب وعالم حاسوب أمريكي، ولد في 29 مايو 1960 في بونتياك في الولايات المتحدة، وتوفي في 28 مايو 1998 في روكبورت في الولايات المتحدة بسبب تليف كيسي.